# エリザベート・ド・ナミュール

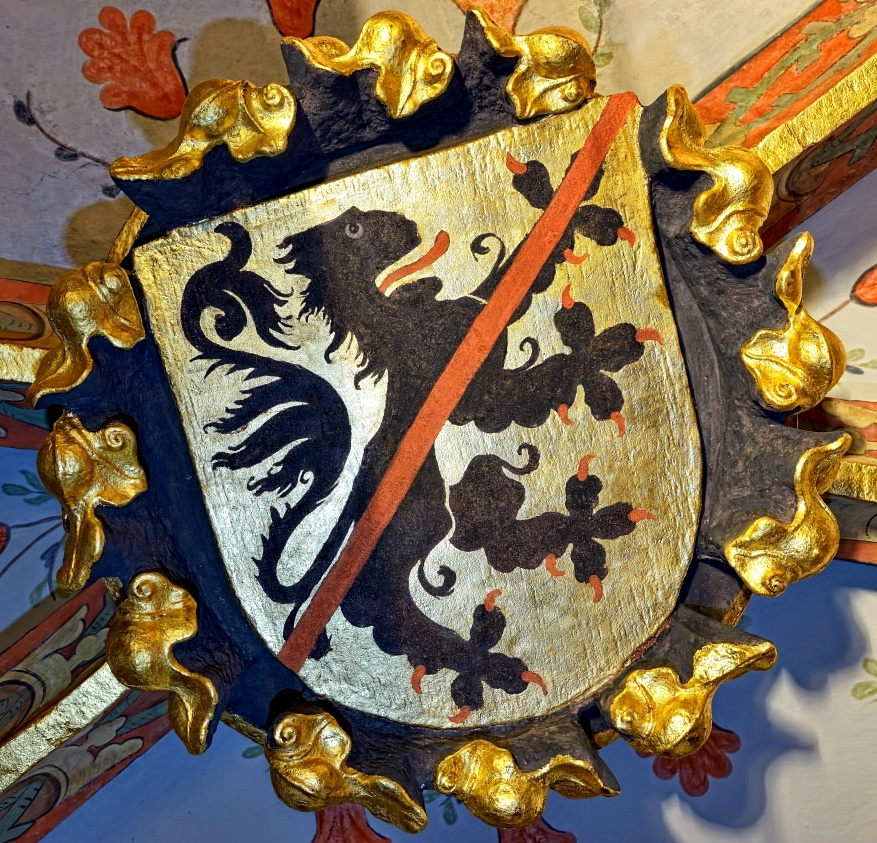
ナミュール侯家の紋章（ノイシュタット・アン・デア・ヴァインシュトラーセの参事会教会

エリザベート・ド・ナミュール（フランス語：Élisabeth de Namur, 1330年ごろ - 1382年3月29日）またはエリーザベト・フォン・ナムール（ドイツ語：Elisabeth von Namur）は、プファルツ選帝侯ループレヒト1世の最初の妃。

## 生涯
エリザベートは、ダンピエール家のナミュール侯ジャン1世（1330年没）とその妃でフィリップ・ダルトワの娘マリーの間に末娘として生まれた。両親を通してカペー朝のフランス王の子孫であり、フランス王家の分家アルトワ家の出身であった。スウェーデン王妃ブランカ・アヴ・ナムールはエリザベートの姉である。
1350年、エリザベートはヴィッテルスバッハ家のライン宮中伯であり、後にプファルツ選帝侯となるループレヒト1世と結婚した。
彼女の夫は当時のドイツの最も有力な諸侯の一人と考えられており、非常に尊敬され、優れた政治的手腕を持ち、教育を受け、宗教的でもあった。『Allgemeine Deutsche Biographie』はループレヒト1世について次のように述べている。
ループレヒト1世は同時代人からも高く評価されており、外見も騎士のような立派な人物であった。冷酷なエネルギーを持つ彼は、温和で慈悲深い紳士、教会と聖職者の後援者、未亡人や孤児の友人であると考えられていた。ユダヤ人たちは、彼がその経済力を見事に利用する方法を知っていたため、彼を公正で人道的な保護者として尊敬した。
1356年にループレヒト1世はプファルツ選帝侯となり、その名にちなんで名付けられたルプレヒト・カール大学ハイデルベルク（ハイデルベルク大学）や、一族の菩提寺となったノイシュタット・アン・デア・ヴァイン通りの参事会教会などを創設した。
1370年、フランシスコ会のベルトルト・フォン・レーゲンスブルクにより62の説教が選帝侯夫妻のために記録され、選帝侯の守護聖人である聖エリザベートの伝記を記した貴重な羊皮紙の写本が夫妻のために作られた。エリザベートはハイデルベルクのフランシスコ会にとって重要な後援者であり、修道院に多額の寄付をし、1375年ごろに修道院を拡大した。
選帝侯夫妻には子供は生まれなかった。
エリザベートは死の2か月前に作られた遺言の中で、ハイデルベルクのフランシスコ会教会の「正面祭壇の前」に埋葬されることを希望した。エリザベートは召使いに多額の寄付をしたが、当時としては異例な行為であった。エリザベートは、召使いの為に連祷を唱える際に、一人も欠くことのないように気を配った。召使いの名前は密かに唱えられた。たとえば、「老エルゼに20ギルダー、小さなグレーデルンに10ギルダー、侍従ハインツェルに10ギルダー、馬車少年のヘンゼルに20ギルダー...」というようにである。ナミュール家出身のエリザベートは、おそらくフランシスコ会の有名な聖人であるトゥールーズ大司教ルイとの親族関係から、この修道会への親近感を覚えたと考えられる。トゥールーズ大司教ルイはエリザベートの祖父のはとこであった。
夫ループレヒト1世も同様の宗教的信念を持っていたようである。なぜなら、ループレヒト1世はほぼ10年後にフランシスコ会の習慣に従い聖フランシスコ修道会第3教団の一員としてノイシュタット・アン・デア・ヴァインシュトラーセの参事会教会に埋葬されたからである。夫と2番目の妃の埋葬された参事会教会には、エリザベートのために永久にミサを捧げるための基金も設けられている。